# إعصار كوبا 1910
إعصار كوبا 1910 هو أحد أسوء الأعاصير الإستوائية التي ضربت كوبا، بدأ يتشكل الإعصار فوق البحر الكاريبي في 9 أكتوبر 1910 وأخذ ينمو ويتحرك باتجاه الشمال الغربي إلى كوبا، ثم إلى الولايات المتحدة وعبر فلوريدا ثم اتجه إلى جنوب شرق الولايات المتحدة ثم إلى البحر.
في كوبا كان الإعصار أسوء كارثة في تاريخ الجزيرة، سبب أضراراً كبيرة والألاف من الأشخاص فقدوا منازلهم. أيضاً سبب أضراراً في فلوريدا وفيضانات في بعض مناطقها. لكن لا يعرف بالضبط مدى الضرر الناجم عن الإعصار، في كوبا قدرت الأضرار بأكثر من مليون دولار وبلغ عدد الضحايا 100 شخص.

## وصلات خارجية
- Atlantic Hurricane Database
- Monthly Weather Review